# Walther Liese
Walther Liese (* 10. Juli 1899 in Friedberg/Hessen; † 21. April 1988 in Berlin) war ein deutscher Naturwissenschaftler und  Ministerialbeamter, der von 1958 bis 1964 Präsident des Bundesgesundheitsamtes war.

## Leben
Liese studierte in Berlin und Kiel Naturwissenschaften und Medizin und promovierte 1921 an der Philosophischen Fakultät der Friedrich-Wilhelms-Universität zu Berlin mit dem Thema Über die Verwendungsmöglichkeit der Sulfitablauge zur Lehmhärtung.  Er war als Student ein Schüler Carl Flügges (1847–1923) bzw. Arthur Korff-Petersens (1882–1927).
Von 1921 bis 1925 war er wissenschaftlicher Assistent am Berliner Hygieneinstitut, von 1925 bis 1927 am Kieler Hygieneinstitut. 1928 wurde er Beamter, 1934 Regierungsrat und 1942 Oberregierungsrat am Reichsgesundheitsamt (RGA).
Nach dem Zweiten Weltkrieg und der Auflösung des RGA wurde er dem Robert-Koch-Institut für Hygiene und Infektionskrankheiten in Berlin-Dahlem unterstellt. 1952 wurde dieses Bestandteil des Bundesgesundheitsamtes (BGA). Nach Vizepräsidentschaft des BGA und Direktorat des Instituts für Wasser-, Boden- und Lufthygiene war Liese von 1958/59 Präsident des Bundesgesundheitsamtes. Er trat am 31. Juli 1964 nach 38 Jahren Tätigkeit am Reichs- bzw. Bundesgesundheitsamt in den Ruhestand.

## Ehrungen
- 1961: Mitglied der Leopoldina[7]
- 1964: Großes Verdienstkreuz des Verdienstordens der Bundesrepublik Deutschland (Bundesverdienstkreuz)